# Bothrops pictus
Espèce
Synonymes
- Lachesis picta Tschudi, 1845
- Bothrops roedingeri Mertens, 1942

Bothrops pictus est une espèce de serpents de la famille des Viperidae.

## Répartition
Cette espèce est endémique du Pérou. Elle se rencontre jusqu'à 1 800 m d'altitude.

## Description
C'est un serpent venimeux.

## Publication originale
- Tschudi, 1845 : Reptilium conspectus quae in Republica Peruana reperiuntur et pleraque observata vel collecta sunt in itenere. Archiv für Naturgeschichte, vol. 11, no 1, p. 150-170 (texte intégral).